# Conte di Lisburne
Conte di Lisburne è un titolo nobiliare inglese nella Parìa d'Irlanda.

## Storia
Il titolo venne creato nel 1776 per Wilmot Vaughan, IV visconte Lisburne, il quale fu parlamentare per la costituente del Cardiganshire e Berwick-upon-Tweed nella camera dei comuni britannica e detenne incarichi governativi minori. Suo figlio minore, il III conte, fu anch'egli membro del parlamento per la costituente di Cardigan e venne succeduto da suo figlio, il IV conte. Rappresentò il Cardiganshire al parlamento. Un suo pronipote, il VII conte, prestò servizio come Lord Luogotenente del Cardiganshire. Attualmente i titoli sono detenuti dal nipote di questi, il IX conte, succeduto al padre nel 2014.
I titoli di Barone Fethard, di Feathered nella contea di Tipperary, e Visconte Lisburne, vennero creati nella parìa d'Irlanda nel 1695 per John Vaughan, membro del parlamento per il Cardiganshire e Lord Luogotenente di quella contea. Suo figlio, il II visconte, fu anch'egli rappresentante al parlamento per il Cardiganshire e Lord Luogotenente. Il fratello minore, il III visconte, fu anch'egli Lord Luogotenente del Cardiganshire e venne succeduto da suo figlio, il già menzionato IV visconte che venne creato conte di Lisburne nel 1776.
La sede tradizionale della famiglia è posta a Trawsgoed (Crosswood) a Ceredigion (Cardiganshire), Galles.

## Visconti Lisburne (1695)
- John Vaughan, I visconte Lisburne (1670–1721)
- John Vaughan, II visconte Lisburne (1695–1741)
- Wilmot Vaughan, III visconte Lisburne (m. 1766)
- Wilmot Vaughan, IV visconte Lisburne (1730–1800; creato Conte di Lisburne nel 1776)

## Conti di Lisburne (1776)
- Wilmot Vaughan, I conte di Lisburne (1730–1800)
- Wilmot Vaughan, II conte di Lisburne (1755–1820)
- John Vaughan, III conte di Lisburne (1769–1831)
- Ernest Augustus Mallet Vaughan, IV conte di Lisburne (1800–1873)
- Ernest Augustus Malet Vaughan, V conte di Lisburne (1836–1888)
- George Henry Arthur Vaughan, VI conte di Lisburne (1862–1899)
- Ernest Edmund Henry Malet Vaughan, VII conte di Lisburne (1892–1963)
- John David Malet Vaughan, VIII conte di Lisburne (1918–2014)
- David John Francis Malet Vaughan, IX conte di Lisburne (n. 1945)

L'erede presunto è il fratello dell'attuale detentore del titolo, Michael John Wilmot Vaughan (n. 1948)